# KISS IN THE MOONLIGHT
「KISS IN THE MOONLIGHT」(キッス イン ザ ムーンライト)は、UP-BEATの4枚目のシングルである。

## 解説
- 初出は1987/5/31のNO GIMMICK TOUR日比谷野外音楽堂ライブ（TOKYO GIMMICK NIGHT）。
- 2枚目のアルバム『inner ocean』からの先行シングル。
- 後藤久美子主演ドラマ『同級生は13歳』の主題歌。

## 収録曲
| 全作曲: 広石武彦、全編曲: UP-BEAT・佐久間正英。 |                                   |                  |            |      |
| #                                               | タイトル                          | 作詞             | 作曲・編曲 | 時間 |
| 1.                                              | 「KISS IN THE MOONLIGHT」         | 広石武彦         | 広石武彦   | 4:31 |
| 2.                                              | 「NEW DREAM 〜BAD MOON RISING〜」 | K.Inojo,柳川英巳 | 広石武彦   | 4:10 |